# Schloss Voergaard

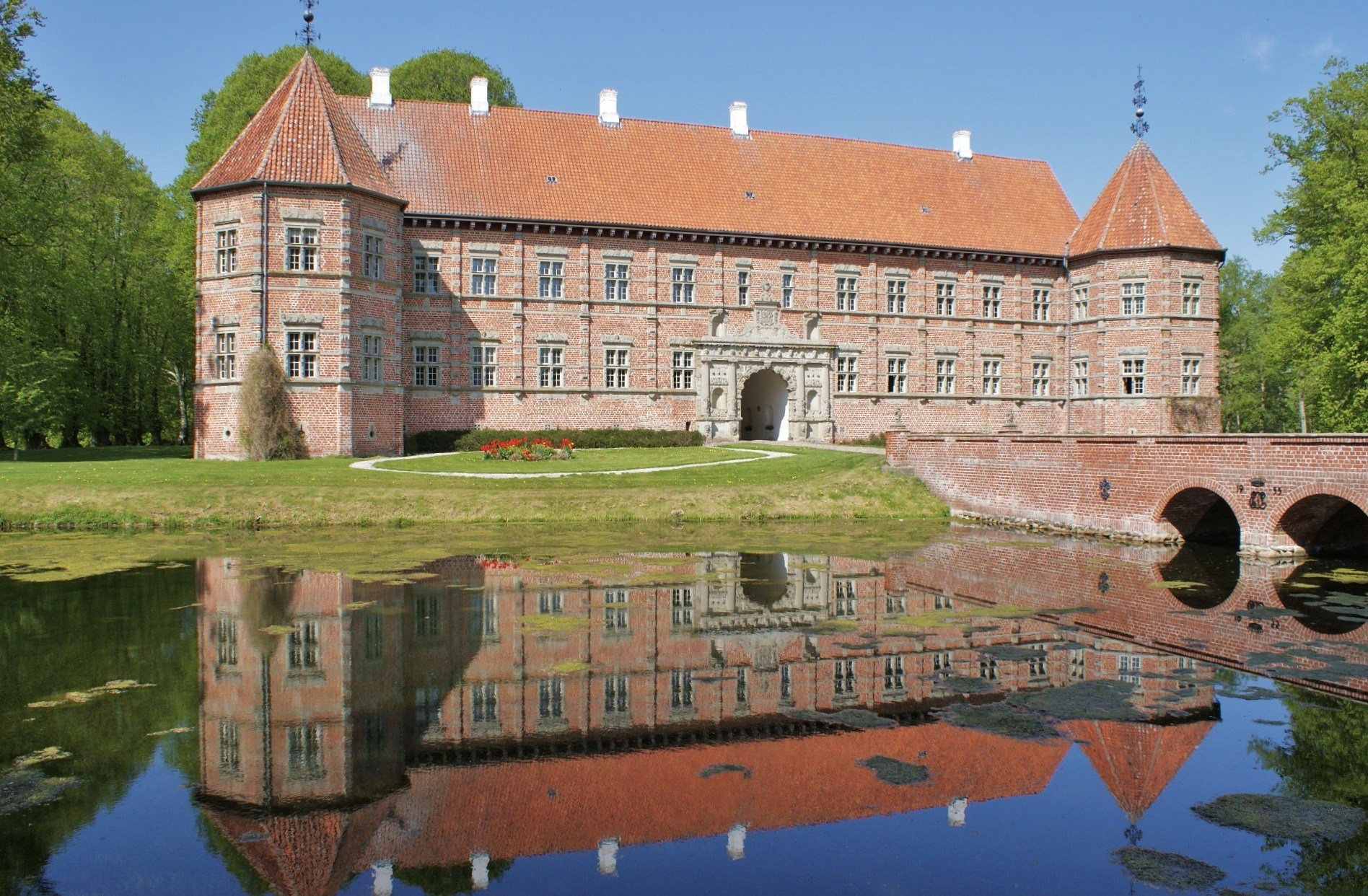
Schloss Voergaard, der Ostflügel

Das Schloss Voergaard (dänisch Voergaard Slot) liegt im Norden Dänemarks auf der Insel Vendsyssel-Thy in der Kommune Brønderslev. Es ist eines der größten Renaissanceschlösser in der Region und befindet sich im Besitz einer Stiftung. Die aufgrund ihrer Geschichte gelegentlich als Spukschloss bezeichnete Anlage ist eine bekannte Sehenswürdigkeit Nordjütlands und für Besucher zugänglich.

## Historie

### Geschichtlicher Überblick
Das Schloss geht auf einen Gutshof des Mittelalters zurück, der unter dem Ritter Jakob Andersen 1510 in den Besitz des Klosters Børglum geriet und durch Bischof Niels Stygge Krumpen in der Folgezeit zu einer Wasserburg ausgebaut wurde. Nach der Reformation ging Voergaard 1536 in königlichen Besitz über. 1578 übertrug Friedrich II. das Anwesen an Karen Krabbe. Unter ihrer Tochter Ingeborg Skeel erhielt das Schloss seine heutige Gestalt. Im Zuge mehrerer dänisch-schwedischer Kriege wurde das Schloss im 17. Jahrhundert wiederholt belagert und zeitweise durch schwedische Truppen besetzt. Von 1686 bis 1791 befand es sich im Besitz der dänischen Familie Reetz.

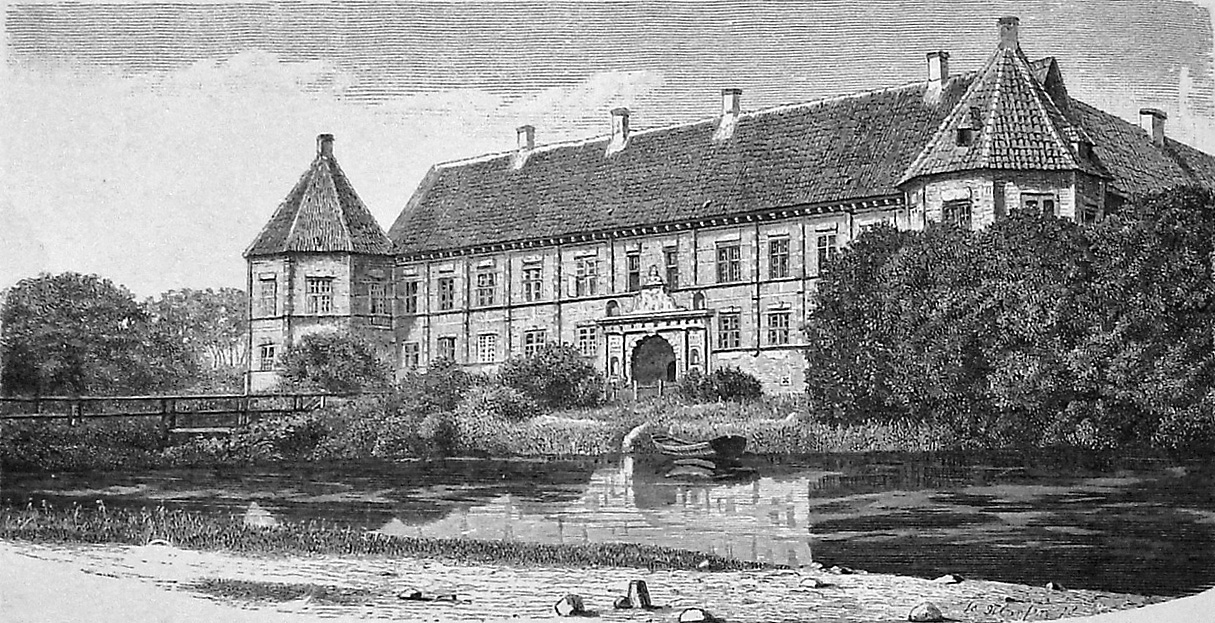
Voergaard im 19. Jahrhundert, Zeichnung von J. T. Hansen

Während des 19. Jahrhunderts wechselten die Besitzer Voergaards mehrfach. 1872 ging das Anwesen an Peter Brønnum-Scavenius, der das Schloss restaurieren ließ und den Gutsbesitz bis zu seinem Tod 1914 auf rund 2.000 Hektar vergrößerte. Durch eine 1933 vorgenommene Flurbereinigung wurde das Gut parzelliert und veräußert, das Schloss, der Wirtschaftshof und die verbliebenen Ländereien 1955 an den französisch-dänischen Grafen Ejnar Oberbech-Clausen verkauft. Der Graf trug auf Voergaard einen großen Teil des familiären Kunstbesitzes zusammen, zu dem neben Stücken aus dem Eigentum der französischen Könige Ludwig XIV. und Ludwig XVI. auch Werke von Goya, Rubens und El Greco zählen. Nach Oberbech-Clausens Tod ging Voergaard und die hier gesammelten Kunstschätze in die Hände einer Familienstiftung über, die den Besitz bis in die Gegenwart verwaltet. Voergaard steht für Besucher zur Besichtigung offen, gelegentlich werden auf dem Gelände Mittelaltermärkte und ähnliche Veranstaltungen abgehalten.
2008 wurden das Goya-Gemälde Der Verrückte und ein Rubens-Porträt der Maria de’ Medici gestohlen. Der dänische Inlandsnachrichtendienst PET konnte die Bilder erst Jahre später mit Hilfe eines Hinweisgebers sicherstellen. 2015 kehrten sie in die Voergaard-Sammlung zurück.

### Das Spukschloss Voergaard
Um Schloss Voergaard ranken sich einige lokale Sagen und Legenden, durch die es auch als Spukschloss bekannt ist. Die meisten der Erzählungen gehen auf die früheren Besitzer Bischof Niels Krumpen und Ingeborg Skeel zurück, die zu ihrer Zeit im 16. Jahrhundert in der Region als despotische Tyrannen verschrien waren. Im Nordflügel des Schlosses befindet sich ein auf Bischof Krumpen zurückgehender Kerker, dessen kleinste Zelle als Rosedonten berüchtigt war und in der ein Mann weder stehen noch liegen kann. Über Ingeborg Skeel wurde erzählt, dass sie den Baumeister des Ostflügels, Philipp Brandin, im Wallgraben ertränken ließ; je nach Interpretation entweder, damit er kein weiteres Schloss in der Pracht Voergaards erbauen konnte oder um sich schlichtweg seine Bezahlung zu ersparen. Ingeborg Skeel, deren Ruf wahrscheinlich vor allem auf übler Nachrede seitens ihrer Untergebenen fußte, soll später mehrfach als spukende Weiße Frau gesichtet worden sein, zu deren Bändigung schließlich ein Priester zur Hilfe gerufen werden musste. Eine weitere Anekdote, die den Ruf Voergaards als Spukschloss unterstreicht, ist ein dunkler Fleck auf den Dielen des nordöstlichen Turmzimmers, der das Blut eines unschuldig ermordeten Mannes sein soll und der sich allen Schleifversuchen zum Trotz angeblich nicht entfernen lässt.

## Baubeschreibung

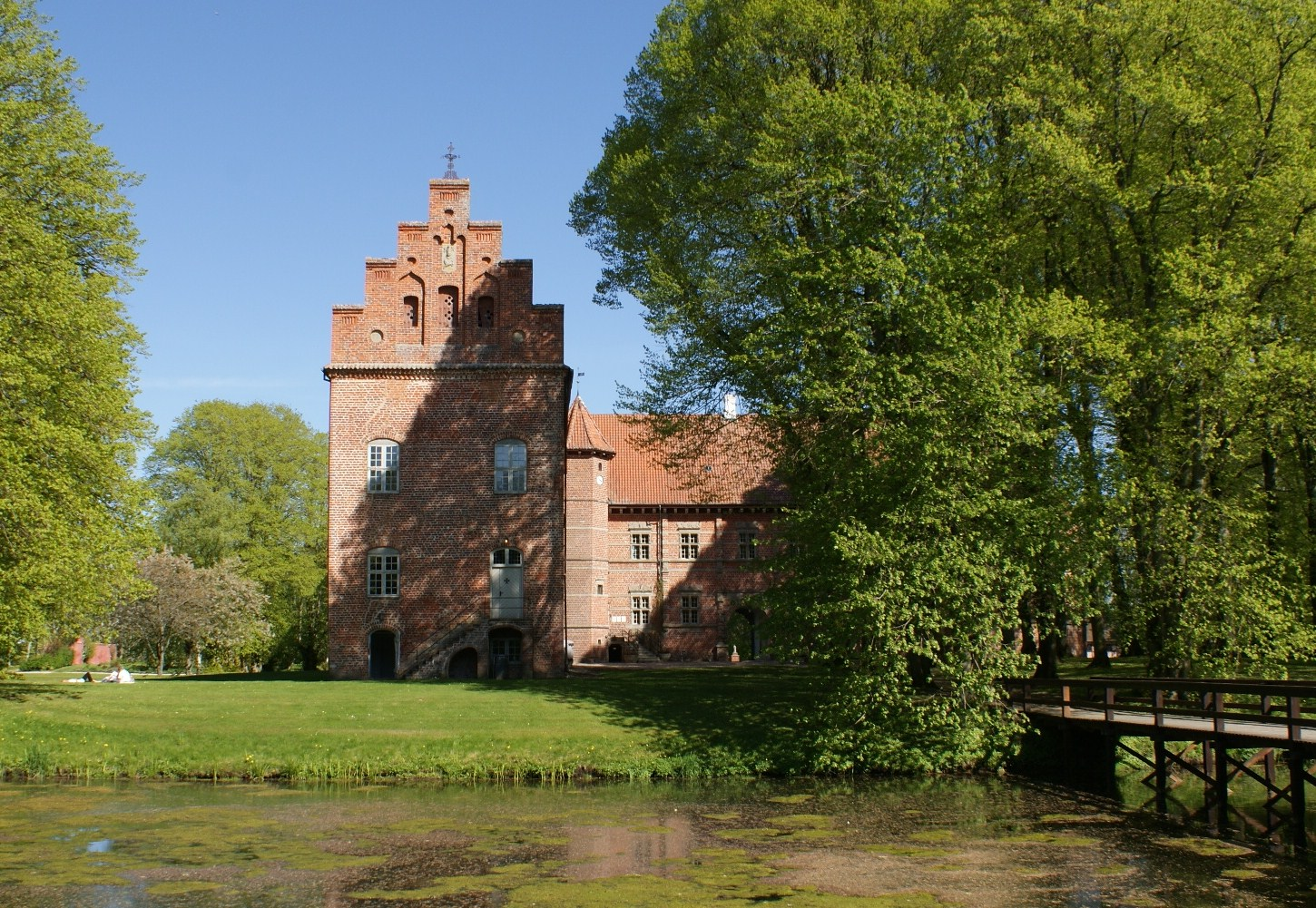
Blick auf die Giebelwand des Nordflügels, hinter den Bäumen ist der Ostflügel verborgen

Das Schloss liegt auf einer nahezu quadratischen Insel und ist von einem breiten Schlossgraben umgeben, die früheren Wallanlagen sind vollständig eingeebnet. Es ist ein L-förmiger, zweiflügeliger Bau aus Backstein mit zwei hofseitigen Treppentürmen sowie zwei Wohntürmen als Verlängerung des Ostflügels. Den Ursprung des Gebäudes bildet der burgartige Nordflügel, der in sich noch Reste der bischöflichen Festung vom Beginn des 16. Jahrhunderts verbirgt und im Westen in einem gotisch geprägten Treppengiebel endet.

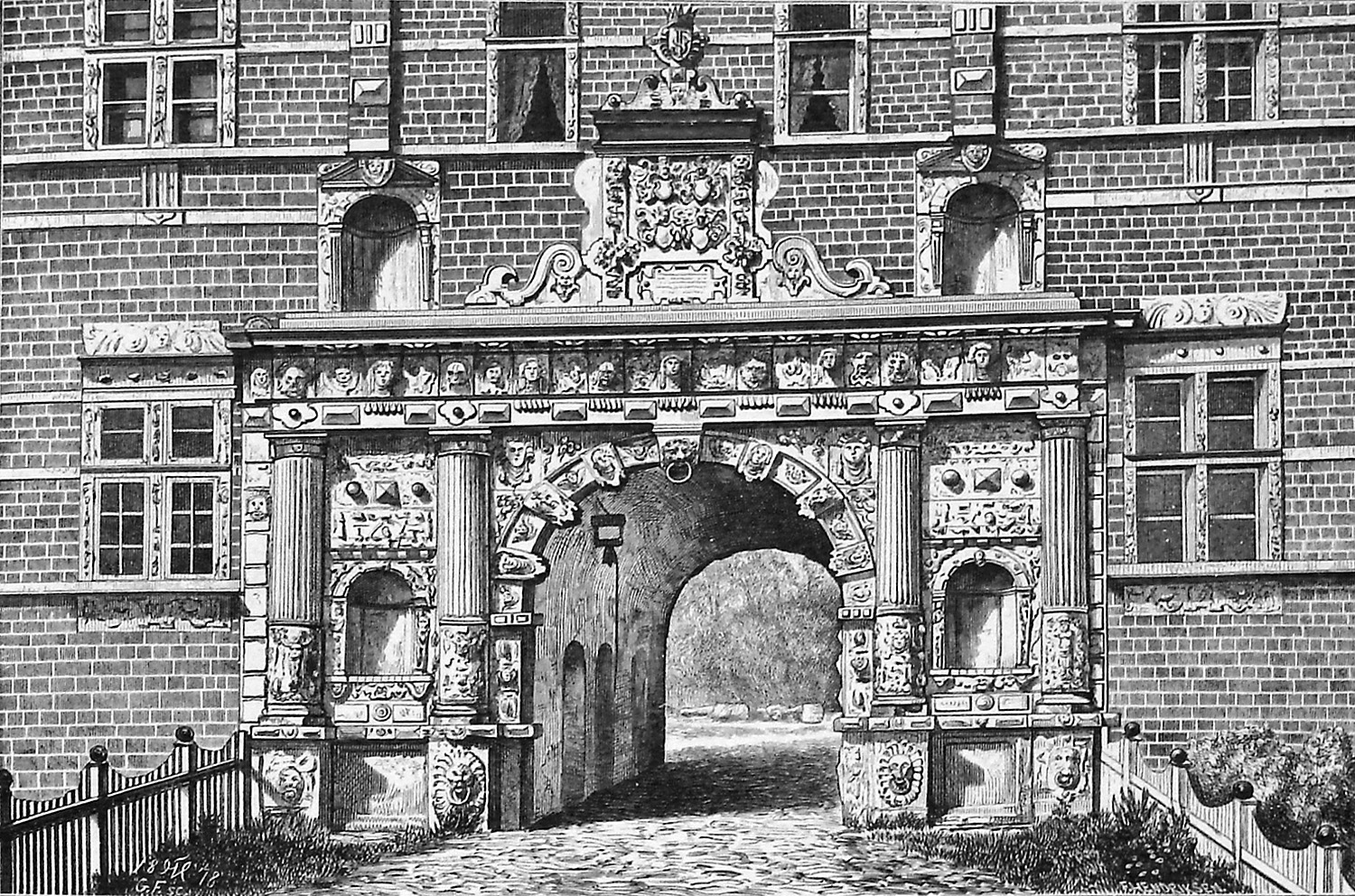
Zeichnung des Schlossportals von J. T. Hansen, 19. Jahrhundert

Den Haupttrakt des Schlosses bildet der reich dekorierte Ostflügel, er wurde unter Ingeborg Skeel ab 1586, angeblich durch den niederländischen Baumeister Philipp Brandin, im Stil der Nordischen Renaissance errichtet. Der zweigeschossige Bau über einem unterkellerten Sockel wird durch zwölf Fensterachsen gegliedert, an die äußeren Enden sind pavillonartige Wohntürme angefügt. Die gesamte Fassade ist mit reichen Dekorationen aus Sandstein versehen. Das Portal war ursprünglich für das königliche Schloss Frederiksborg gedacht, gelangte aber als Geschenk des Königs Friedrich II. an den Hof Ingeborg Skeels und wurde auf Voergaard eingebaut. Die Innenräume des Schlosses stellen einen Streifzug durch die europäische Kunstgeschichte dar und gehen in ihrer Ausstattung auf die Epochen von der Renaissance bis zum Klassizismus zurück. Eine Besonderheit bildet neben dem sogenannten Goldenen Zimmer mit seinen Ledertapeten die dem Malteser Orden gewidmete Kapelle im Nordflügel, die unter Graf Oberbech-Clausen, selbst Mitglied der Malteser, erst im 20. Jahrhundert eingerichtet wurde.
Die Gartenanlagen des Schlosses sind heute weitgehend verwaldet und bestehen vor allem noch aus einigen Rasen- und Blumenflächen auf der Schlossinsel, sowie aus der rund um den Wallgraben führenden Promenade. Östlich des Schlosses schließt sich die Anlage des früheren Wirtschaftshofes an, von dem die Dorfstraße in Richtung der Voerer Kirche führt, die einst die Patronatskirche des Guts Voergaard bildete.